# 南旅篭町東
南旅篭町東（みなみはたごちょうひがし）は、大阪府堺市堺区にある地名。2024年現在の行政地名は南旅篭町東一丁から南旅篭町東四丁。住居表示は実施済。

## 地理
堺区の中央部に位置する。北東は新在家町東、南東は文珠橋筋、京町通、御陵通、北西は南旅篭町西、南西は南半町東、大仙西町に接する。北西から順に一丁から四丁がある。

### 河川
- 土居川

## 歴史

### 沿革
はじめ1 - 3丁。1959年（昭和34年）から1 - 4丁がある。
- 1872年（明治5年）、南高須町・妙光寺町・南旅籠町寺町・南旅籠町農人町より成立。
- 1880年（明治13年）、郡区町村編制法の施行により、堺区の所属となる。
- 1889年（明治22年）、市制施行により、堺市の所属となる。
- 1933年（昭和8年）、一部が御陵通1 - 5丁・京町通1 - 4丁・文珠橋通1 - 4丁となる。
- 1959年（昭和34年）、一部を南半町東1 - 2丁に編入し、南旅籠町の一部を編入[6]。
- 2006年（平成18年）、堺市が政令指定都市に移行し、行政区を設置。南旅篭町東は堺区の所属となる。

## 世帯数と人口
2024年（令和6年）3月31日現在の世帯数と人口は以下の通りである。
| 丁             | 世帯数  | 人口  |
| -------------- | ------- | ----- |
| 南旅篭町東一丁 | 178世帯 | 229人 |
| 南旅篭町東二丁 | 186世帯 | 289人 |
| 南旅篭町東三丁 | 12世帯  | 36人  |
| 南旅篭町東四丁 | 135世帯 | 222人 |
| 計             | 511世帯 | 776人 |

### 人口の変遷
国勢調査による人口の推移。
| 1995年（平成7年）  | 892人 | [ 7 ]  |  |
| 2000年（平成12年） | 781人 | [ 8 ]  |  |
| 2005年（平成17年） | 689人 | [ 9 ]  |  |
| 2010年（平成22年） | 779人 | [ 10 ] |  |
| 2015年（平成27年） | 796人 | [ 11 ] |  |
| 2020年（令和2年）  | 787人 | [ 12 ] |  |

### 世帯数の変遷
国勢調査による世帯数の推移。
| 1995年（平成7年）  | 383世帯 | [ 7 ]  |  |
| 2000年（平成12年） | 347世帯 | [ 8 ]  |  |
| 2005年（平成17年） | 308世帯 | [ 9 ]  |  |
| 2010年（平成22年） | 411世帯 | [ 10 ] |  |
| 2015年（平成27年） | 455世帯 | [ 11 ] |  |
| 2020年（令和2年）  | 472世帯 | [ 12 ] |  |

## 学区
市立小・中学校に通う場合、学区は以下の通りとなる。
| 丁             | 番   | 小学校             | 中学校           |
| -------------- | ---- | ------------------ | ---------------- |
| 南旅篭町東一丁 | 全域 | 堺市立少林寺小学校 | 堺市立陵西中学校 |
| 南旅篭町東二丁 | 全域 | 堺市立少林寺小学校 | 堺市立陵西中学校 |
| 南旅篭町東三丁 | 全域 | 堺市立少林寺小学校 | 堺市立陵西中学校 |
| 南旅篭町東四丁 | 全域 | 堺市立少林寺小学校 | 堺市立陵西中学校 |

## 事業所
2021年（令和3年）現在の経済センサス調査による事業所数と従業員数は以下の通りである。
| 丁             | 事業所数 | 従業員数 |
| -------------- | -------- | -------- |
| 南旅篭町東一丁 | 16事業所 | 230人    |
| 南旅篭町東二丁 | 7事業所  | 29人     |
| 南旅篭町東三丁 | 7事業所  | 21人     |
| 南旅篭町東四丁 | 10事業所 | 65人     |
| 計             | 40事業所 | 345人    |

## 交通

### 道路
- 国道26号
- 大道筋（大阪府道197号深井畑山宿院線）

## 施設
- 大安寺
- 南宗寺
- 海会寺
- 徳泉庵
- 本源院

## 郵便
- 郵便番号：590-0965[3]（集配局：堺郵便局[15]）。

## ギャラリー

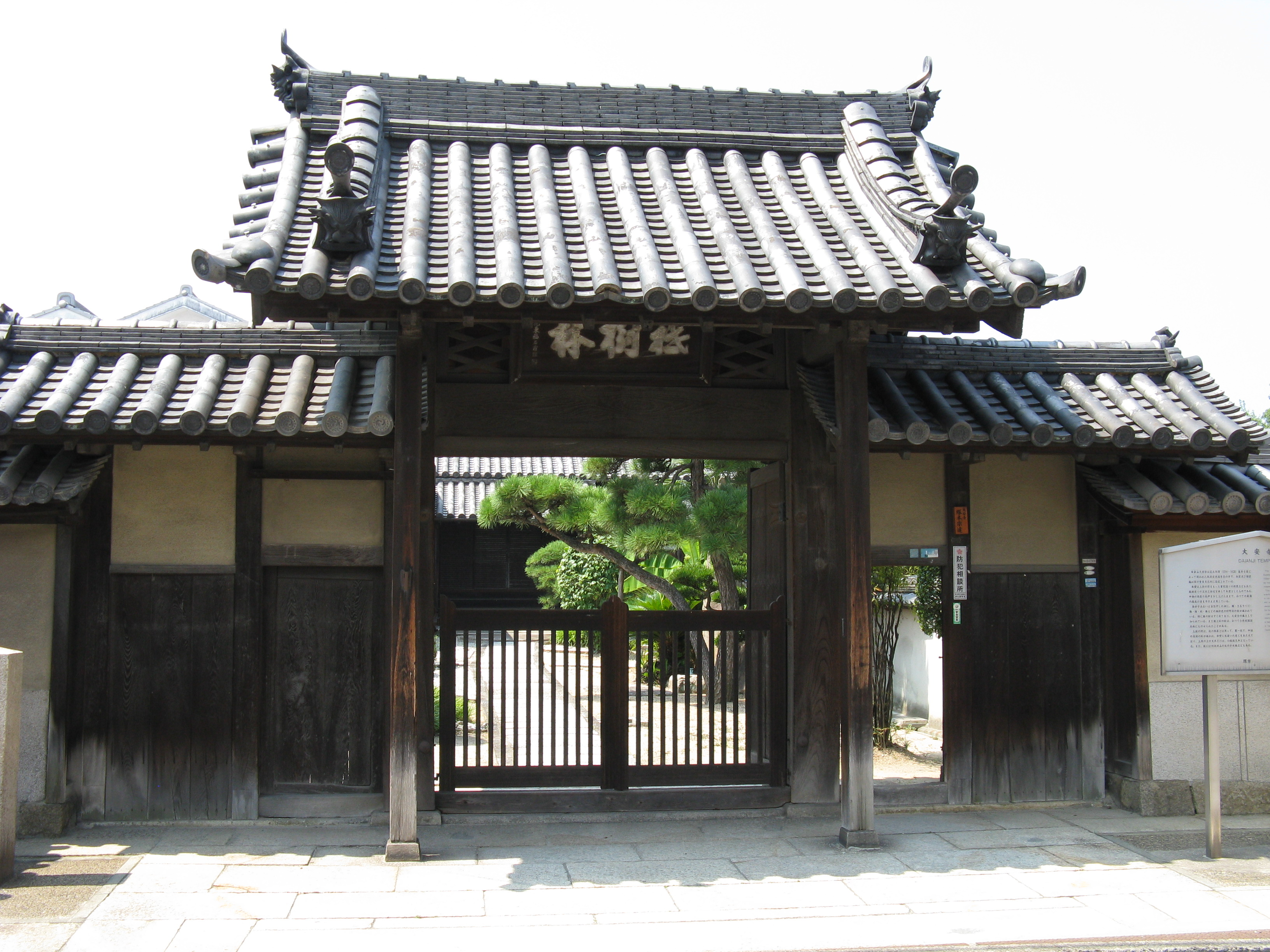
大安寺
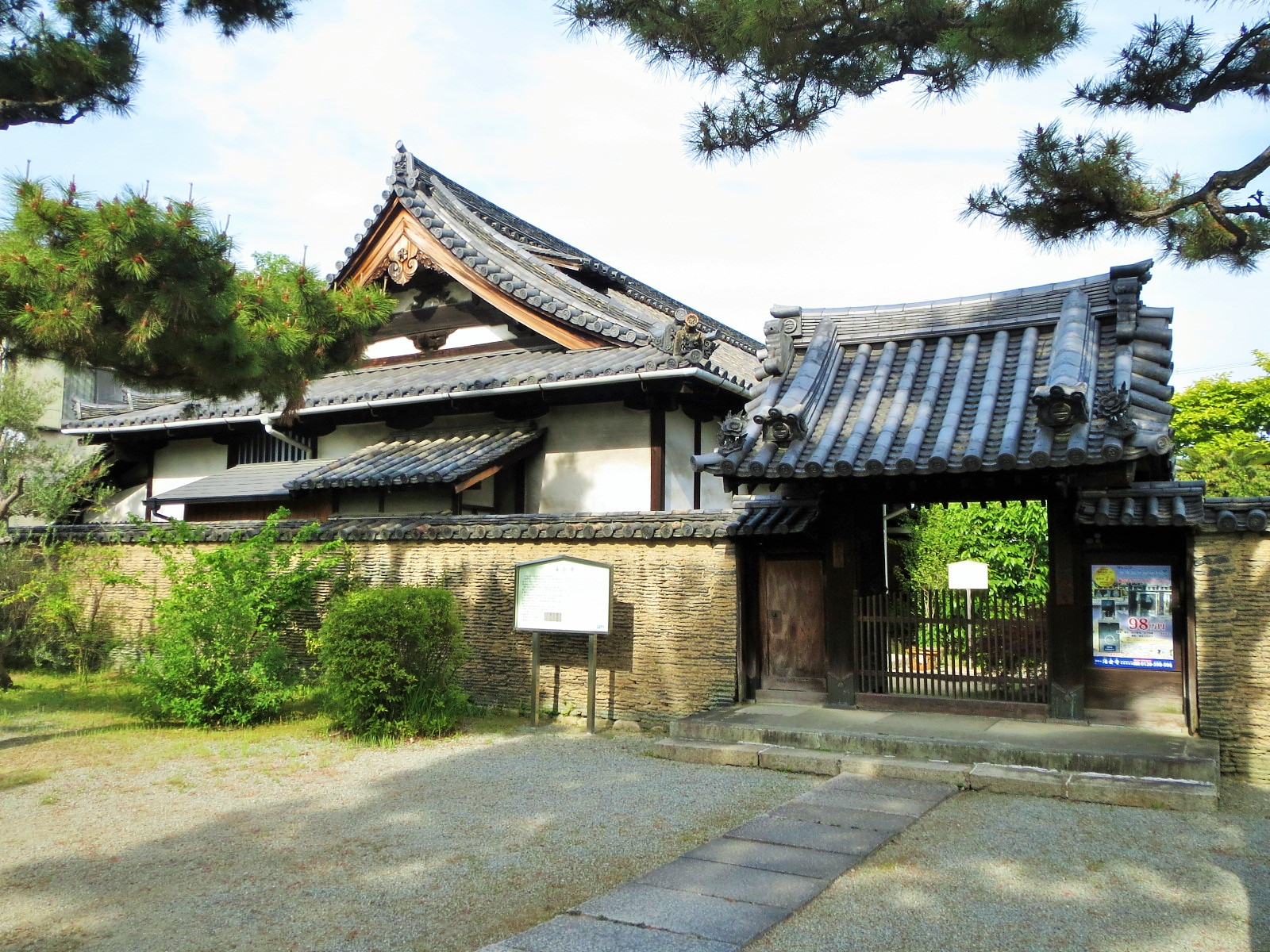
海会寺